# 小行星4521
小行星4521（4521 Akimov）是一颗绕太阳运转的小行星，为主小行星带小行星。该小行星于1979年3月29日发现。

## 轨道参数
小行星4521的轨道半长轴为3.1191895 UA，离心率为0.090。